# Kanton Villars-les-Dombes
Villars-les-Dombes is een kanton van het Franse departement Ain. Het kanton maakt deel uit van het arrondissement Bourg-en-Bresse.

## Gemeenten
Het kanton Villars-les-Dombes omvatte tot 2014 de volgende 10 gemeenten:
- Birieux
- Bouligneux
- La Chapelle-du-Châtelard
- Lapeyrouse
- Marlieux
- Monthieux
- Saint-Germain-sur-Renon
- Saint-Marcel
- Saint-Paul-de-Varax
- Villars-les-Dombes (hoofdplaats)

Na de herindeling van de kantons bij decreet van 13 februari 2014, met uitwerking op 22 maart 2015, omvat het kanton volgende 25 gemeenten:
- Ambérieux-en-Dombes
- Ars-sur-Formans
- Baneins
- Birieux
- Bouligneux
- Chaleins
- Chaneins
- Civrieux
- Fareins
- Francheleins
- Lapeyrouse
- Lurcy
- Messimy-sur-Saône
- Mionnay
- Monthieux
- Rancé
- Relevant
- Saint-André-de-Corcy
- Saint-Jean-de-Thurigneux
- Saint-Marcel
- Saint-Trivier-sur-Moignans
- Sainte-Olive
- Savigneux
- Villars-les-Dombes
- Villeneuve